# 群馬県道336号梨木香林線

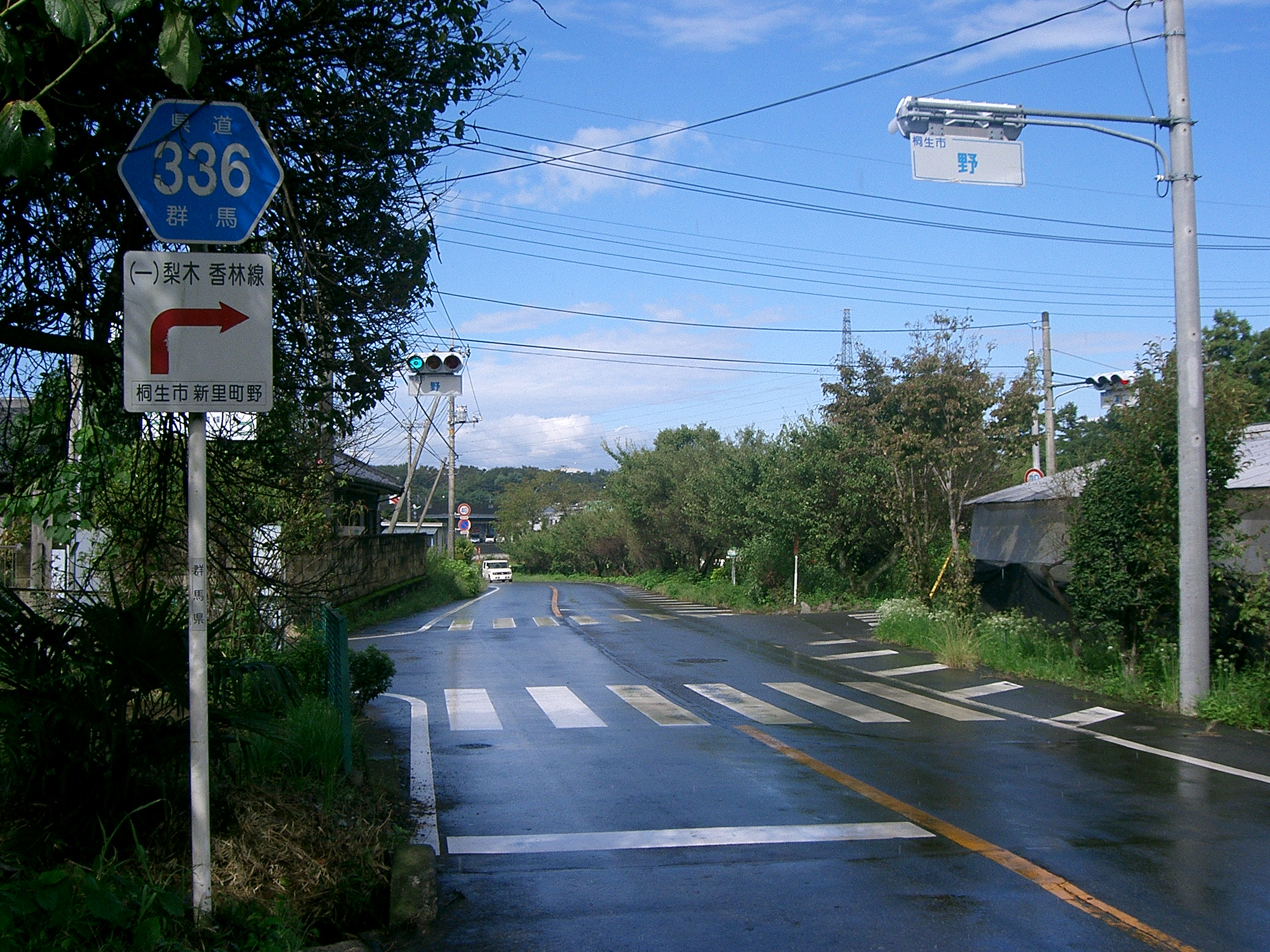
桐生市新里町野交差点にて西を望む

群馬県道336号梨木香林線（ぐんまけんどう 336ごう なしきこうばやしせん）は、群馬県桐生市の梨木温泉から伊勢崎市香林町までを結ぶ県道である。

## 路線データ

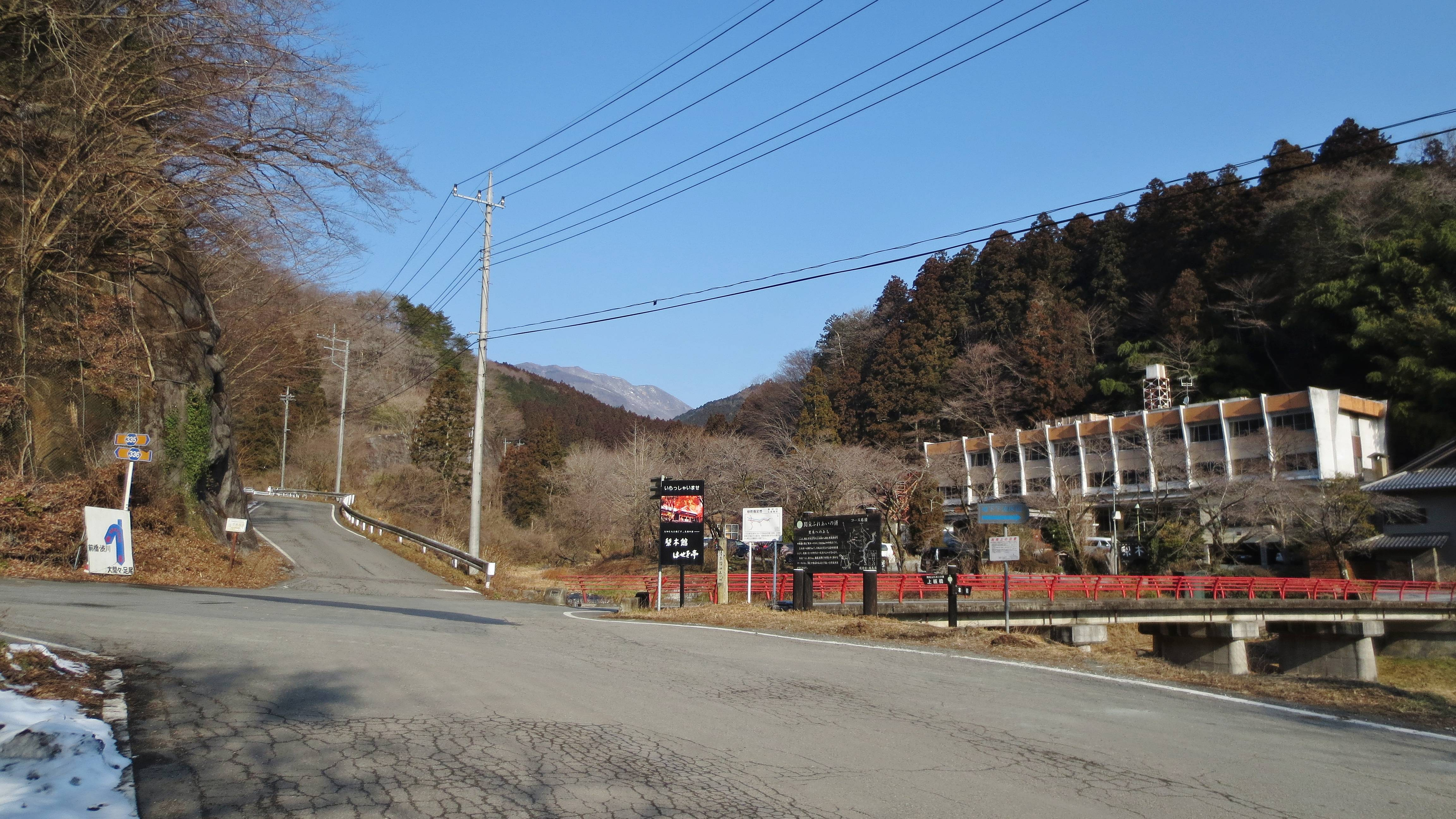
梨木温泉

- 起点：桐生市黒保根町宿廻字梨木乙1189番（梨木温泉）[注釈 1]
- 終点：伊勢崎市香林町（群馬県道293号香林羽黒線交点〈香林町2丁目東交差点〉）[注釈 2]
- 重要な経過地：勢多郡新里村[注釈 3]

## 歴史
- 1959年（昭和34年）9月18日：群馬県より現・道路法に基づき、県道梨木香林線（勢多郡黒保根村大字宿廻り字梨木 - 佐波郡赤堀村大字香林、整理番号145）が路線認定される[1]。
  - 同時に、前身路線にあたる県道梨木伊勢崎線（勢多郡黒保根村 - 伊勢崎市、整理番号57）が路線廃止される[2]。

## 重複区間
- 国道353号（桐生市新里町赤城山 - 同市新里町関〈関交差点〉）
- 群馬県道3号前橋大間々桐生線（桐生市新里町小林〈小林交差点〉 - 同市新里町武井〈新里支所入口交差点〉

## 地理

### 通過する自治体
- 群馬県
  - 桐生市
  - 伊勢崎市

### 交差する道路
- 群馬県道335号梨木上神梅停車場線：桐生市黒保根町宿廻（起点）
- 国道353号：桐生市新里町赤城山 - 新里町関（重複区間）
- 群馬県道3号前橋大間々桐生線：桐生市新里町小林 - 新里町武井（重複区間）
- 群馬県道352号笠懸赤堀今井線：桐生市新里町野 - 伊勢崎市香林町（重複区間）
- 群馬県道73号伊勢崎大間々線：伊勢崎市香林町
- 群馬県道293号香林羽黒線：伊勢崎市香林町（終点）